# Gladysvale-Höhle
Die Gladysvale-Höhle ist eine pleistozäne Fossilien-Fundstätte in der Provinz Gauteng (Südafrika), ungefähr 13 Kilometer östlich von Sterkfontein, Kromdraai und Swartkrans und rund 45 Kilometer nordwestlich von Johannesburg. Sie gehört zur Farm Uitkomst und liegt inmitten des John Nash Nature Reserve in einem als Cradle of Humankind ausgewiesenen größeren Schutzgebiet. Der Name der Höhle geht zurück auf Gladys Norton, deren Familie Anfang des 20. Jahrhunderts die Rechte am Bergbau auf diesem Gladysvale genannten Gelände innehatte.

## Erforschung
Die Fossilienlagerstätte entstand in einem dreikammerigen Höhlensystem, das sich in einem Kieselsäure-reichen Dolomit-Vorkommen gebildet hatte. Sie war bereits seit Mitte der 1930er-Jahre aufgrund einer Begehung durch Robert Broom als Fundort von Fossilien bekannt und wurde danach hin und wieder auch von Paläoanthropologen aufgesucht. Die Fossilien entstammen unterschiedlich alten Bodenschichten, denen man anfangs ein Alter zwischen 1,7 und 2,5 Millionen Jahre zuschrieb. Spätere Analysen ergaben, dass es auch jüngere Ablagerungen gibt.
Nachdem Lee Berger im Jahr 1991 systematische Grabungen begonnen hatte, wurden hier unter anderem mehrere Zähne entdeckt, die Australopithecus africanus zugeschrieben wurden und vermutlich ungefähr 2,4 bis 2 Millionen Jahre alt sind: so am 5. April 1992 ein linker dritter Prämolar (Archivnummer GVH-1) und am 12. April 1992 ein rechter zweiter Molar (GVH-2). Ferner wurden nach der Bergung Tausender fossiler Tierknochen mehrere Dutzend Tierarten nachgewiesen, anhand derer auch die Altersbestimmung der Lagerstätte vorgenommen wurde; unter diesen Arten waren Verwandte der Hyänen, der Hunde und der Großkatzen, zahlreiche Hornträger (Bovidae) sowie Arten der Schweine (Suidae), Pferde, Elefanten und Kleinsäuger. Auch mehrere nicht-hominine Primaten wurden entdeckt, darunter Meerkatzenverwandte und Paviane.
Zu den in jüngeren Schichten entdeckten Funden gehören unter anderem ein auf ein Alter von mindestens 780.000 Jahren datierter Faustkeil sowie Fingerknochen eines rund 600.000 Jahre alten Individuums der Gattung Homo.

## Siehe auch

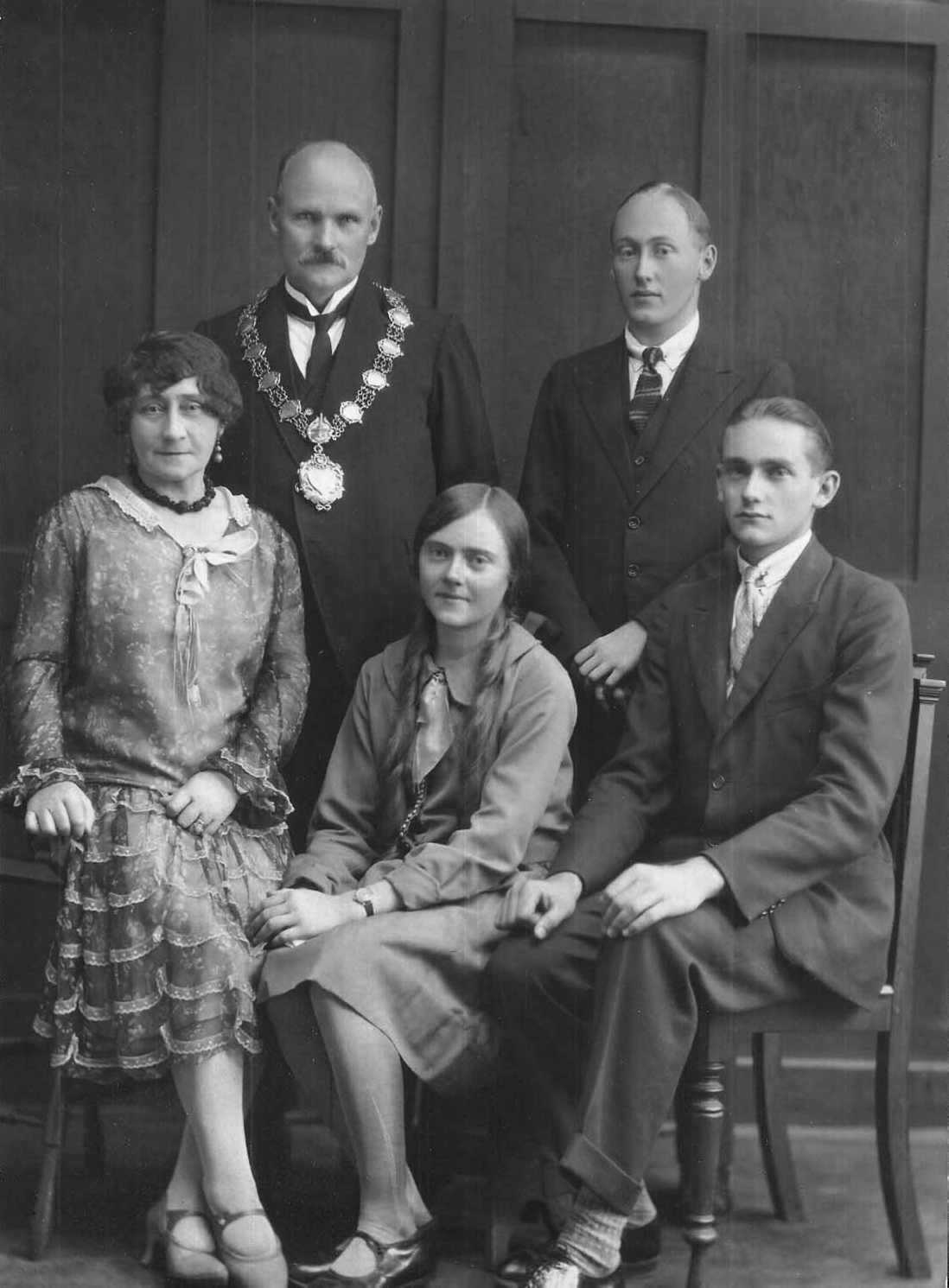
Familie Norton (um 1920) mit Gladys im Zentrum
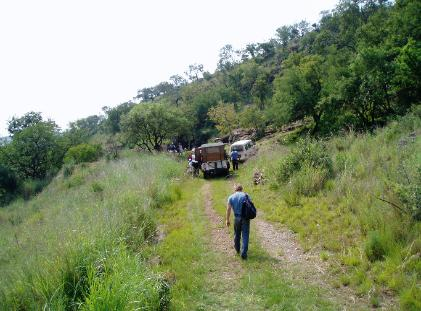
Umgebung der Höhle
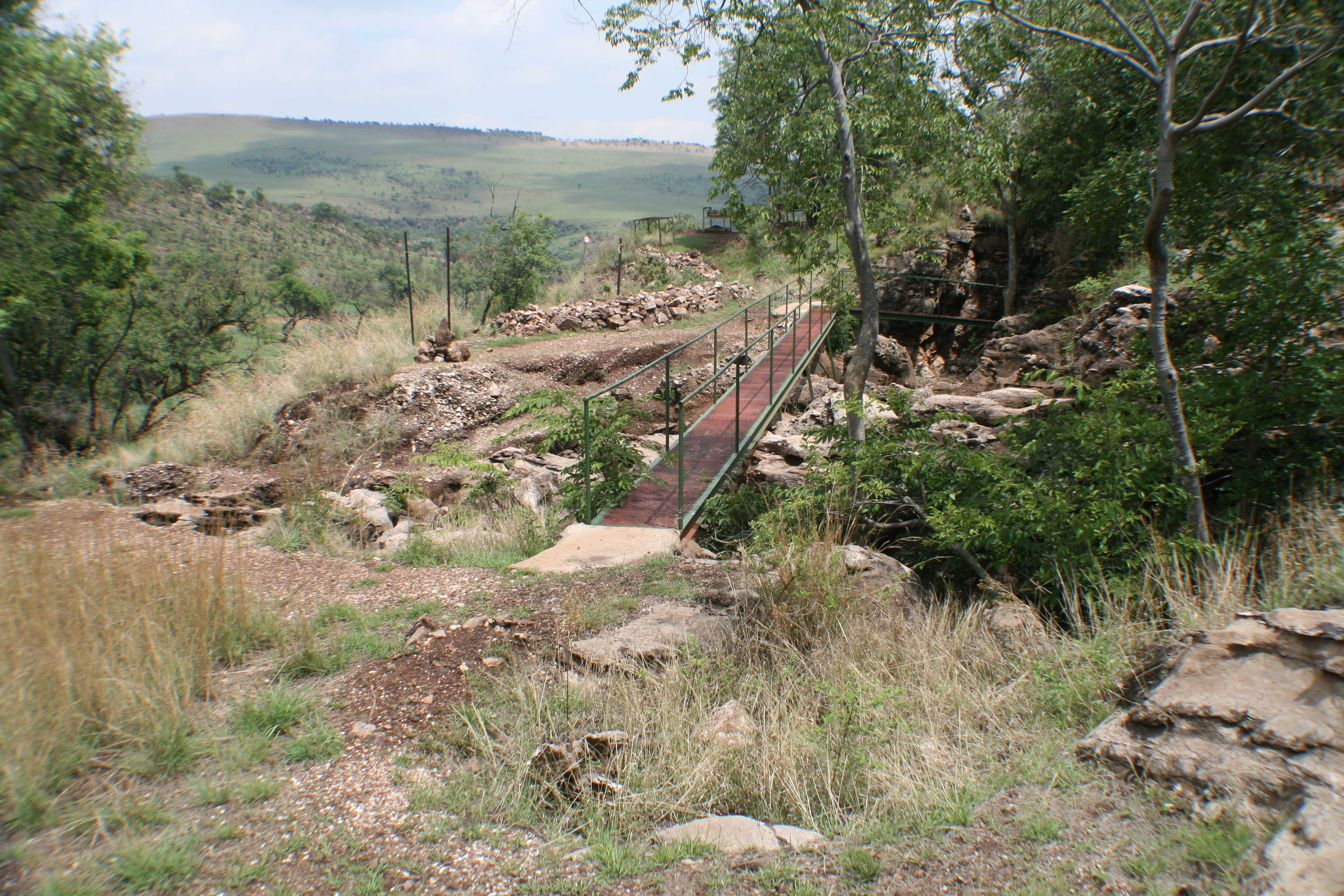
Besucherzugang zur Grabungsstätte
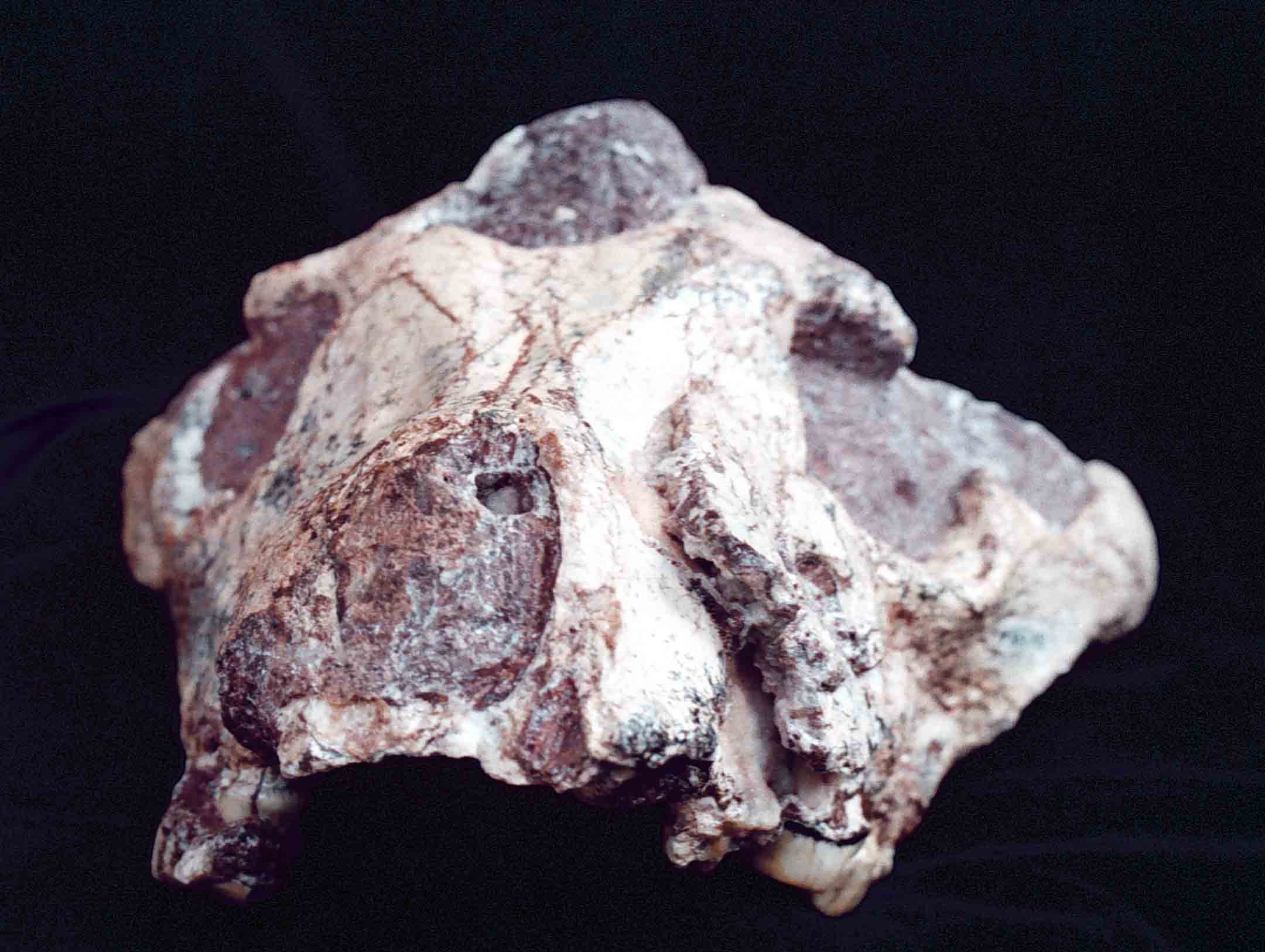
Fossile Hyäne

## Belege
1. ↑  Eintrag Gladysvale in Bernard Wood (Hrsg.): Wiley-Blackwell Encyclopedia of Human Evolution. Wiley-Blackwell, 2011, ISBN 978-1-4051-5510-6.
2. ↑  Lee Berger, André W. Keyser, Phillip Tobias: Gladysvale: First early hominid site discovered in South Africa since 1948. In: American Journal of Physical Anthropology. Band 92, 1993, S. 107–111, doi:10.1002/ajpa.1330920109, Volltext (PDF; 2,2 MB) (Memento vom 7. September 2015 im Internet Archive).
3. ↑  Robyn Pickering: Stratigraphy, U-Th chronology, and paleoenvironments at Gladysvale Cave: insights into the climatic control of South African hominin-bearing cave deposits. In: Journal of Human Evolution. Band 53, Nr. 5, 2007, S. 602–619, doi:10.1016/j.jhevol.2007.02.005.
4. ↑  Grant Hall et al.: An Acheulean handaxe from the Gladysvale Cave Site in the Witwatersrand region of South Africa. In: South African Journal of Science. Band 102, 2006, S. 103–105, Volltext (PDF; 820 kB)
5. ↑  Peter Schmid, Lee Berger: Middle Pleistocene hominid carpal proximal phalanx from the Gladysvale site, South Africa. In: South African Journal of Science. Band 93, Nr. 10, 1997, S. 411–430, Volltext (PDF; 116 kB) (Memento vom 7. September 2015 im Internet Archive).